# Liste der Kulturdenkmäler in Schlangenbad
Die folgende Liste enthält die in der Denkmaltopographie ausgewiesenen Kulturdenkmäler auf dem Gebiet  der Gemeinde Schlangenbad, Rheingau-Taunus-Kreis, Hessen.
Hinweis: Die Reihenfolge der Denkmäler in dieser Liste orientiert sich zunächst an Ortsteilen und anschließend der Anschrift, alternativ ist sie auch nach der Bezeichnung, der vom Landesamt für Denkmalpflege vergebenen Nummer oder der Bauzeit sortierbar.
Kulturdenkmäler werden fortlaufend im Denkmalverzeichnis des Landes Hessen durch das Landesamt für Denkmalpflege Hessen auf Basis des Hessischen Denkmalschutzgesetzes (HDSchG) geführt. Die Schutzwürdigkeit eines Kulturdenkmals hängt nicht von der Eintragung in das Denkmalverzeichnis des Landes Hessen oder der Veröffentlichung in der Denkmaltopographie ab.

Das Vorhandensein oder Fehlen eines Objekts in dieser Liste ist keine rechtsverbindliche Auskunft darüber, ob es Kulturdenkmal ist oder nicht: Diese Liste entspricht möglicherweise nicht dem aktuellen Stand der offiziellen Denkmaltopographie. Diese ist für Hessen in den entsprechenden Bänden der Denkmaltopographie Bundesrepublik Deutschland und im Internet unter DenkXweb – Kulturdenkmäler in Hessen einsehbar. Auch diese Quellen sind, obwohl sie durch das Landesamt für Denkmalpflege Hessen aktualisiert werden, nicht immer aktuell, da es im Denkmalbestand immer wieder Änderungen gibt.
Eine verbindliche Auskunft erteilt allein das Landesamt für Denkmalpflege Hessen.
Nutze diese Kartenansicht, um Koordinaten in der Liste zu setzen. In dieser Kartenansicht sind Kulturdenkmale ohne Koordinaten mit einem roten bzw. orangen Marker dargestellt und können in der Karte gesetzt werden. Kulturdenkmale ohne Bild sind mit einem blauen bzw. roten Marker gekennzeichnet, Kulturdenkmale mit Bild mit einem grünen bzw. orangen Marker.

## Kulturdenkmäler nach Ortsteilen

### Bärstadt
| Bild                                           | Bezeichnung                        | Lage | Beschreibung | Bauzeit | Objekt-Nr. |
| ---------------------------------------------- | ---------------------------------- | --- | --- | --- | ---------- |
| Bild gesucht BW                                | Fachwerkwohnhaus                   | Bärstadt, Backhausstraße 1 LageFlur: 24, Flurstück: 87                                                   | | | 14085 DDB  |
| Bild gesucht BW                                | Hofreite                           | Bärstadt, Borngasse 6 LageFlur: 24, Flurstück: 125                                                       | | Anfang 18. Jahrhundert Wohnhaus                                                                               | 14086 DDB  |
| Brunnen                                        | Brunnen                            | Bärstadt, Hauptstraße LageFlur: 23, Flurstück: 134                                                       | Gusseiserner Laufbrunnen der Zeit kurz vor 1900, hergestellt vielleicht in der Michelbacher Hütte. Standort am Platz in der Ortsmitte. Besonders langer rechteckiger Brunnentrog, durch aufgesetzte Stege eingeteilt in fünf jeweils mit einer Akanthusrosette verzierte Felder. Achteckiger Brunnenpfosten mit Knaufbekrönung.                                                                                 | Ende 19. Jahrhundert                                                                                          | 14088 DDB  |
| Kriegerdenkmal                                 | Kriegerdenkmal                     | Bärstadt, Hauptstraße LageFlur: 23, Flurstück: 67                                                        | Ehrenmal für die Teilnehmer der Feldzüge 1866 und 1870–1871. | 1914 laut Inschrift                                                                                           | 14087 DDB  |
| Bild gesucht BW                                | Wohnhaus                           | Bärstadt, Hauptstraße 8 LageFlur: 24, Flurstück: 207                                                     | Von der Hauptstraße zurückliegendes Wohnhaus mit Fachwerkbestandteilen aus der Erbauungszeit. Schlichter Bau mit vollständiger Erhaltung in verdichteter Siedlungsstruktur von Bärstadt. | 18. Jahrhundert                                                                                               | 14639 DDB  |
| Bild gesucht BW                                | Wohnhaus und Scheune               | Bärstadt, Hauptstraße 9 LageFlur: 24, Flurstück: 97/1                                                    | | 18. Jahrhundert                                                                                               | 14640 DDB  |
| Hofreite, mit Wohnhaus Stall- und Nebengebäude | Hofreite                           | Bärstadt, Hauptstraße 12 LageFlur: 24, Flurstück: 209/3                                                  | Die Hofreite befindet sich auf engen und tiefen Flurstücken und wird durch ein Wohnhaus mit einem ehemaligen Stall- und Nebengebäude gebildet. Für das giebelständige Wohnhaus ist ein konstruktives Fachwerk aus dem Ende des 18. Jahrhunderts erhalten geblieben. | Ende 18. Jahrhundert                                                                                          | 30571 DDB  |
| Verputztes Fachwerkwohnhaus                    | Wohnhaus einer ehemaligen Hofreite | Bärstadt, Hauptstraße 14 LageFlur: 24, Flurstück: 213/1                                                  | Nur das verputzte Fachwerkwohnhaus ist als Einzelkulturdenkmal einer ehemaligen Hofreite erhalten. Es ist mit einem kleinen Vorgarten ausgestattet, was für die überwiegend giebelständig an der Straßenflucht orientierte Bebauung eine Besonderheit darstellt. | Ende 18. Jahrhundert, Erweiterungen im 19. Jahrhundert                                                        | 14091 DDB  |
| Bild gesucht BW                                | Wohnhaus                           | Bärstadt, Hauptstraße 26 LageFlur: 23, Flurstück: 62/2                                                   | Traufständiges Fachwerkwohnhaus mit vollständig erhaltenem Fachwerk vom Ende des 18. Jahrhunderts. | Ende 18. Jahrhundert                                                                                          | 14092 DDB  |
| Bild gesucht BW                                | Wohnhaus                           | Bärstadt, Rathausstraße 6 LageFlur: 23, Flurstück: 79/1                                                  | Traufständiges Fachwerkwohnhaus mit vollständig erhaltenem Fachwerk aus dem 18. Jahrhundert, welches teilweise verbrettert, verputzt oder verschiefert wurde. | 18. Jahrhundert                                                                                               | 14093 DDB  |
| Bild gesucht BW                                | Dreigeschossiges Wohnhaus          | Bärstadt, Rathausstraße 8 LageFlur: 23, Flurstück: 75/2                                                  | Für Bärstadt seltenes dreigeschossiges Fachwerkwohnhaus aus der Erbauungszeit um das Jahr 1800. Zur Baugruppe gehört eine kleine Fachwerkscheune mit einem Krüppelwalmdach aus derselben Bauzeit. | Um 1800 | 14094 DDB  |
| Bild gesucht BW                                | Doppelwohnhaus mit kleiner Scheune | Bärstadt, Schlangenbader Weg 6, Schlangenbader Weg LageFlur: 24, Flurstück: 109, 112, 113, 114, 115, 116 | Ein giebelständiges, verputztes Fachwerkwohngebäude, für das gut erhaltene Fachwerkgefüge und barocke Zierformen anhand dem freiliegenden profilierten Giebelrähm und dem hofseitigen Geschossvorsprung zu erwarten sind. | Wohngebäude vor 1750; Scheune mit Inschrift im geschnitzten Torsturzbalken: Erbauungsdatum 17 M. R. A. Mr. 33 | 14095 DDB  |
| Bild gesucht BW                                | Wohnhaus                           | Bärstadt, Schützenstraße 1 LageFlur: 23, Flurstück: 89                                                   | Verputztes und in der Giebelzone verschiefertes barockes Fachwerkwohnhaus in der Nähe der evangelischen Pfarrkirche und dem Pfarrhof gelegen. Aufgrund seiner Lage und der historischen Bebauung im Umfeld kommt hier der Begriff Fachwerkromantik zur Geltung. | Vor 1850 | 14097 DDB  |
| weitere Bilder                                 | Evangelische Pfarrkirche           | Bärstadt, Schützenstraße 2/4 LageFlur: 23, Flurstück: 93, 96/3                                           | Romanischer Westturm mit Rhombendach, Saalbau mit Strebepfeilern, Flachbogentonne und Emporen. Der Taufstein spätgotisch und die Orgel aus der Familienwerkstatt Sturm (2. Generation) in Sulzbach, von 1769 bis 1771. Vor der Kirche befinden sich historische Grabsteine. Der gusseiserner Grabstein in Vasenform mit Bezeichnung 1808 wurde für Johann Christoph Rullinger und Frau Hedwig Amalia errichtet. | 1190 Erwähnung der Kirche                                                                                     | 14098 DDB  |
| Evangelischer Pfarrhof                         | Evangelischer Pfarrhof             | Bärstadt, Schützenstraße 4 LageFlur: 23, Flurstück: 96/3                                                 | Großzügig dimensioniertes Pfarrhaus mit Krüppelwalm, einem Wirtschaftsgebäude und Einfriedung des ehemaligen Pfarrhofes und Pfarrgartens. Die ehemalige große Fachwerkscheune wurde durch einen Neubau des Gemeindehauses ersetzt. | Frühes 18. Jahrhundert                                                                                        | 14099 DDB  |
| Gusseiserner Laufbrunnen                       | Brunnen                            | Bärstadt, Wallufstraße LageFlur: 24, Flurstück: 242                                                      | Gusseiserner Laufbrunnen mit ungewöhnlich langem Trog aus dem Ende des 19. Jahrhunderts. | Ende 19. Jahrhundert                                                                                          | 14096 DDB  |

### Georgenborn
| Bild                                         | Bezeichnung                             | Lage                                                                                                 | Beschreibung | Bauzeit | Objekt-Nr. |
| -------------------------------------------- | --------------------------------------- | --- | --- | ------- | ---------- |
| Teehaus des ehemaligen Schlosses Hohenbuchau | Teehaus des ehem. Schlosses Hohenbuchau | Georgenborn, Am Teehaus 3, L 3038 LageFlur: 4, 5, 6, Flurstück: 38, 1/9, 47/20                       | Das Teehaus ist Bestandteil als Bestandteil der ehemaligen Schlossparkanlage von Schloss Hohenbuchau und befindet sich an der Südostecke des Geländes als verputzter, kleiner Massivbau auf der Stützmauer. Eine Besonderheit sind die verzierten Holzstützen, die an den Stil chinesischer Teehäuser erinnern.                           |         | 14101 DDB  |
| Bild gesucht BW                              | Tempel                                  | Georgenborn, Am Tempelhain 2 LageFlur: 4, Flurstück: 1/2                                             | Antikisierender Gartentempel als Bestandteil der ehemaligen Schlossparkanlage von Schloss Hohenbuchau mit einer Vorhalle in der Form eines Antentempels. |         | 14102 DDB  |
| Bild gesucht BW                              | Feuerwehrhaus                           | Georgenborn, Bornwiesweg 18 LageFlur: 2, Flurstück: 25/7                                             | Als Stiftung des Barons von Krauskopf wurde das Feuerwehrhaus als Backsteinbau mit einseitig abgeschlepptem Dach und seitlichem Turm mit Zeltdach erbaut und erinnert in seinen schlichten Bauformen an Industriebauten aus der Erbauungszeit um das Jahr 1900.                                                                           | Um 1900 | 14103 DDB  |
| Bild gesucht BW                              | Wohnhaus                                | Georgenborn, Bornwiesweg 31 LageFlur: 8, Flurstück: 13/2                                             | Villenartiges Wohnhaus als eingeschossiger Landhaustyp, mit den für die Bauzeit bereits als altmodische Strömungen der Architektur nach der Jahrhundertwende bezeichneten Jugendstil und Heimatstil, ausgeführt. | 1926    | 14104 DDB  |
| Weiher im Schlosspark                        | Ehemaliger Schlosspark Hohenbuchau      | Georgenborn, Hohenbuchau o.Nr., Weiherallee 2, Hohenbuchauring LageFlur: 4, Flurstück: 19, 33, 67/78 | Teilweise erhaltener Landschaftspark mit verschiedenen Pflanzungen, Wasserflächen und mehreren Bauwerken der Parkanlage, zum Beispiel das Teehaus, das Inseldenkmal und der Tempel. |         | 958236 DDB |
| Inseldenkmal des Jünglings Siegfried         | Inseldenkmal                            | Georgenborn, Hohenbuchau o.Nr. LageFlur: 4, Flurstück: 19                                            | Steinpostament mit überlebensgroßer Bronzefigur auf einer angelegten Insel in der Teichmitte der Parkanlage. |         | 958236 DDB |
| Neubarocke Treppenanlage                     | Treppe                                  | Georgenborn, Hohenbuchauring LageFlur: 4, Flurstück: 67/78                                           | Neubarocke Treppenanlage als Bestandteil der ehemaligen Schlossparkanlage von Schloss Hohenbuchau. |         | 958236 DDB |
| Bild gesucht BW                              | Ehemaliges Hotel Hohenwald              | Georgenborn, Mainstraße 7 LageFlur: 2, Flurstück: 39/1                                               | Erbaut als Kurhotel Hohenwald unter dem Bestreben Georgenborn wie das Kurbad Schlangenbad als Luftkurort zu etablieren. Dieses Ziel konnte nicht erreicht werden und das Hotel diente als Ausflugslokal und wurde in den 1980er Jahren in Wohnungen umgewandelt. Eine ehemals vorhandene Holzveranda wurde durch modernen Vorbau ersetzt. | 1900    | 14641 DDB  |
| Ehemalige Schule                             | Ehemalige Schule                        | Georgenborn, Mainstraße 34 LageFlur: 3, Flurstück: 23/2                                              | Wie das Feuerwehrhaus wurde die ehemalige Schule als Stiftung des Barons von Krauskopf in zentraler Lage an der Ortsdurchfahrt um das Jahr 1900 errichtet. Sie ist ein zweigeschossiger Bau mit Walmdach, einem Uhrenaufsatz an der Mittelachse mit spitzem Haubenhelm.                                                                   | Um 1900 | 14106 DDB  |
| Bild gesucht BW                              | Friedhofseingang                        | Georgenborn, Ochsenhaag LageFlur: 5, Flurstück: 5/3                                                  | Eingangsbereich des um 1900 angelegten Friedhofes mit vier Mauerpfeilern aus Sandstein, einem eisernen Gittertor und der Friedhofeinfriedung | Um 1900 | 15933 DDB  |
| Grabstelle Familie Krauskopf                 | Grabmal Familie Krauskopf               | Georgenborn, Ochsenhaag (auf dem Friedhof) LageFlur: 5, Flurstück: 5/3                               | Begräbnisstätte für Mitglieder der Familie Krauskopf, die als Erbauer und Bewohner des ehemaligen Schlosses Hohenbuchau in Erscheinung traten. Figur gestohlen im März 2021. |         | 14114 DDB  |
| Ehemaliges Pfortenhaus                       | Ehemaliges Pfortenhaus                  | Georgenborn, Schloßallee 1 LageFlur: 4, Flurstück: 65/2                                              | Eingeschossiges kleines Pförtnerhaus als Rest der ursprünglich aus zwei gleichen Gebäude bestehenden Baugruppe an der Straße nach Wiesbaden. |         | 14107 DDB  |
| Ehemaliges Gästehaus                         | Ehemaliges Gästehaus                    | Georgenborn, Schloßallee 9 LageFlur: 4, Flurstück: 68/1                                              | Das ehemalige Gästehaus ist ein Backsteingebäude im Schweizerhausstil und befindet sich im Park des Schlosses Hohenbuchau. Es wird heute zu Wohnzwecken genutzt und besitzt eine reiche Verzierung an den Außenfassaden. | Um 1900 | 14108 DDB  |
| Bild gesucht BW                              | Einfriedung mit Eingang                 | Georgenborn, Weiherallee 2 LageFlur: 4, Flurstück: 33                                                | Teilweise erhaltene Einfriedung der Parkanlage von Schloss Hohenbuchau mit Torpfosten aus Sandstein am ehemaligen Südeingang, sowie Abschnitte der Einfriedung und Stützmauern aus Natur- und Haustein mit einem historischen Eisengitter.                                                                                                |         | 958236 DDB |

### Hausen vor der Höhe
| Bild               | Bezeichnung                               | Lage                                                                         | Beschreibung                                 | Bauzeit                                           | Objekt-Nr. |
| ------------------ | ----------------------------------------- | ---------------------------------------------------------------------------- | -------------------------------------------- | ------------------------------------------------- | ---------- |
| Bild gesucht BW    | Hofreite                                  | Hausen vor der Höhe, Alte Schmiede 4a LageFlur: 4, Flurstück: 34/2           | Wohnhaus                                     | Nach 1850                                         | 14119 DDB  |
| Ehemaliges Rathaus | Ehemaliges Rathaus                        | Hausen vor der Höhe, Baumschulenweg 1 LageFlur: 5, Flurstück: 8              | Fachwerkbau mit Walmdach                     | 1753 ehemalige Schule, 1883 Umbau zum Rathaus     | 14644 DDB  |
| Gehöft             | Gehöft                                    | Hausen vor der Höhe, Fischbacher Straße 4 LageFlur: 6, Flurstück: 16         | Wohngebäude mit diagonal gestellter Scheune. | Ende 18. Jahrhundert                              | 14120 DDB  |
| Bild gesucht BW    | Fachwerkwohnhaus                          | Hausen vor der Höhe, Gladbacher Straße 5 LageFlur: 6, Flurstück: 9/1         | Fachwerkwohnhaus                             | 18. Jahrhundert                                   | 14642 DDB  |
| Bild gesucht BW    | Kriegerdenkmal                            | Hausen vor der Höhe, Hubertsheck LageFlur: 3, Flurstück: 84/1                | Kriegerdenkmal                               | Um 1930                                           | 14137 DDB  |
| Hakenhof           | Hakenhof                                  | Hausen vor der Höhe, Rüdesheimer Straße 4 LageFlur: 4, Flurstück: 33/1       | Wohngebäude                                  | Anfang 18. Jahrhundert                            | 14645 DDB  |
| Bild gesucht BW    | Doppelwohnhaus                            | Hausen vor der Höhe, Rüdesheimer Straße 7/9 LageFlur: 5, Flurstück: 23, 25/1 | Doppelwohnhaus mit Doppelscheune             | 18. Jahrhundert                                   | 14647 DDB  |
| Bild gesucht BW    | Wohnstall- oder Hirtenhaus                | Hausen vor der Höhe, Rüdesheimer Straße 21 LageFlur: 5, Flurstück: 46/1      | Wohnstall- oder Hirtenhaus                   | 19. Jahrhundert                                   | 14128 DDB  |
| Bild gesucht BW    | Wohnhaus mit Scheune                      | Hausen vor der Höhe, Rüdesheimer Straße 23 LageFlur: 5, Flurstück: 49/1      | Wohnhaus mit Scheune                         | 18. Jahrhundert                                   | 14129 DDB  |
| Bild gesucht BW    | Wohnhaus                                  | Hausen vor der Höhe, Rüdesheimer Straße 25 LageFlur: 5, Flurstück: 50/1      | Wohnhaus mit scheunenartigem Anbau           | 18. Jahrhundert                                   | 14130 DDB  |
| Bild gesucht BW    | Gesamtanlage Taunusstraße                 | Hausen vor der Höhe, Taunusstraße 2–18 Lage                                  | Reihe barocker Hakenhofreiten                |                                                   | 14118 DDB  |
| Bild gesucht BW    | Brunnen                                   | Hausen vor der Höhe, Taunusstraße o.Nr. LageFlur: 4, Flurstück: 51/1         | Pumpenbrunnen                                | Um 1900                                           | 14136 DDB  |
| Bild gesucht BW    | Hakenhofreite                             | Hausen vor der Höhe, Taunusstraße 6 LageFlur: 4, Flurstück: 39               | Hakenhofreite                                | 1760 Scheune, Ende 18. Jahrhundert Wohnhaus       | 14648 DDB  |
| Bild gesucht BW    | Hakenhof                                  | Hausen vor der Höhe, Taunusstraße 8 LageFlur: 4, Flurstück: 27               | Hakenhof                                     | 18. Jahrhundert                                   | 14649 DDB  |
| Bild gesucht BW    | Hakenhof                                  | Hausen vor der Höhe, Taunusstraße 10 LageFlur: 4, Flurstück: 26              | Wohngebäude                                  | 18. Jahrhundert                                   | 14133 DDB  |
| Bild gesucht BW    | Wohnhaus                                  | Hausen vor der Höhe, Taunusstraße 14 LageFlur: 4, Flurstück: 23/2            | Wohnhaus mit Schiefer verkleidet             | 18. Jahrhundert                                   | 14501 DDB  |
| Bild gesucht BW    | Hälfte eines Doppelwohnhauses mit Scheune | Hausen vor der Höhe, Taunusstraße 18 LageFlur: 4, Flurstück: 21/3            | Hälfte eines Doppelwohnhauses mit Scheune    | 18. Jahrhundert Wohnhaus, 19. Jahrhundert Scheune | 14135 DDB  |

### Niedergladbach
| Bild                     | Bezeichnung                                                             | Lage | Beschreibung | Bauzeit | Objekt-Nr. |
| ------------------------ | ----------------------------------------------------------------------- | --- | --- | --- | ---------- |
| weitere Bilder           | Katholische Pfarrkirche St. Ägidius                                     | Niedergladbach, Ägidiusstraße 1, Holzweg 2 LageFlur: 2, Flurstück: 50/2, 51                                                                  | Saalbau mit schalerem rechteckigem Chor und Westturm, über dem Kirchenschiff kleiner Zwiebeldachreiter. Hochaltar um 1680, Seitenaltar um 1700, Kanzel 1654 und Taufstein Ende 17. Jahrhundert. Vor dem Chor im Außenbereich ein Stein-Kruzifix von 1704. | 1726 | 14139 DDB  |
| Fachwerkwohnhaus         | Fachwerkwohnhaus                                                        | Niedergladbach, Ägidiusstraße 3 LageFlur: 2, Flurstück: 49                                                                                   | Verbliebener Bauteil einer ehemaligen Hofreite mit Fachwerkscheune in der Nähe der katholischen Pfarrkirche mit vollständig erhaltenem Fachwerkgefüge an der Traufseite aus dem späten 18. Jahrhundert. | Nach 1775                                                                                                  | 14140 DDB  |
| Bild gesucht BW          | Bildstock                                                               | Niedergladbach, Eckernberg (ehemals Holzweg) LageFlur: 2, Flurstück: 55                                                                      | Auf gemauertem Sockel ein Bildgehäuse des 18. Jahrhunderts aus Sandstein und Inschrift: Cp gelobt und gebenedeit sei die Heil. Dreifaltigkeit. Er befindet sich am Anstieg des Weges zum Eckernberg. | 18. Jahrhundert                                                                                            | 14145 DDB  |
| Bild gesucht BW          | Brunnen                                                                 | Niedergladbach, Eckernberg (ehemals Holzweg) LageFlur: 2, Flurstück: 52                                                                      | Verputztes und erneuertes Gehäuse aus Backstein und einem aus Bruchsteinen gemauertem Brunnenschacht mit Kurbelwelle, Rad und Kette des ehemaligen Rollborns als Ziehbrunnen errichtet. | | 14144 DDB  |
| Bild gesucht BW          | Erbacher Forsthaus                                                      | Niedergladbach, Erbacher Forsthaus, südlich von Niedergladbach am Rande des Rheingauer Hinterlandswaldes gelegen. LageFlur: 8, Flurstück: 18 | Das ehemalige Erbacher Forsthaus besteht aus einem Haupt- und einem Nebengebäude aus Fachwerk und ist heute überwiegend verschiefert. Es war Mittelpunkt dreier Schutzbezirke der Oberförsterei Eltville und befindet sich heute in privatem Besitz. | 1741, 1821 teilweiser Abbruch, 1823 Wiederaufbau                                                           | 14163 DDB  |
| Bild gesucht BW          | Friedhofskreuz                                                          | Niedergladbach, Heideweg LageFlur: 4, Flurstück: 28                                                                                          | Das Friedhofskreuz mit einem Sandsteinkorpus ist mit einer Sockelinschrift bezeichnet: Errichtet von Andreas Weinbach und seiner Ehefrau Eva Rodenbach 1866 und befindet sich am südöstlichen Ortsrand an dem an der Landstraße gelegenen Friedhof. Zum Einzelkulturdenkmal gehören die Mauerreste des alten Friedhofes die als Trockenmauern erhalten sind. | Mitte 19. Jahrhundert, Nutzung bis zum Jahr 1905.                                                          | 14160 DDB  |
| weitere Bilder           | Ehemalige Schule                                                        | Niedergladbach, Holzweg 1 LageFlur: 2, Flurstück: 35/1                                                                                       | Zentral in der Ortsmitte unterhalb der katholischen Kirche gelegener Putzbau der ehemaligen Schule mit einem vorgelagerten Denkmal für die Gefallenen beider Weltkriege. | | 14141 DDB  |
| Katholisches Pfarrhaus   | Katholisches Pfarrhaus                                                  | Niedergladbach, Holzweg 2 LageFlur: 2, Flurstück: 51                                                                                         | Das Pfarrhaus ist ein klassizistischer Putzbau der neben der katholischen Kirche gelegen ist und eine streng symmetrische Gliederung der Hauptfassade in fünf regelmäßigen Achsen mit einer zweiflügeligen Haustür und einem Oberlicht aufweist. | 1835 | 14142 DDB  |
| Bild gesucht BW          | Wohnhaus                                                                | Niedergladbach, Holzweg 3 LageFlur: 2, Flurstück: 34                                                                                         | Auf einem nach Nordosten steil abfallendem Flurstück befindet sich das verputzte Fachwerkwohnhaus gegenüber dem Pfarrhaus und der Kirche. Es wird aufgrund der erhaltenen Fachwerkgefüge in das 18. Jahrhundert datiert und eine teilweise veränderte Scheune gehört zur Baugruppe.                                                                          | 18. Jahrhundert                                                                                            | 14143 DDB  |
| Bild gesucht BW          | Friedhofskreuz                                                          | Niedergladbach, Im Strüthchen (Neuer Friedhof) LageFlur: 11, Flurstück: 2                                                                    | Sandstein-Kruzifix auf hohem Sockel am neuen Friedhof der ab dem Jahr 1905 als Begräbnisstätte genutzt wurde und das Errichtungsjahr des Friedhofkreuzes mit einschließt. | 1905 | 14161 DDB  |
| Brunnen                  | Brunnen                                                                 | Niedergladbach, Marktstraße LageFlur: 3, Flurstück: 43                                                                                       | Historischer gusseiserner Pumpenbrunnen am Aufgang zum Sonnenberg. | Um 1900 | 14146 DDB  |
| Bild gesucht BW          | Ehemaliges Doppelwohnhaus, aus der Baugruppe der ehemaligen Alten Mühle | Niedergladbach, Marktstraße 7/9 LageFlur: 4, Flurstück: 10, 11, 8                                                                            | Das Traufständige Fachwerkgebäude auf hohem Kellergeschoss mit einer seitlichen Steintreppe steht vor dem steil zum Gladbach abfallenden Hang im südöstlichen Ortsbereich und ist mit den angrenzenden Wirtschaftsgebäuden ein Bestandteil der Baugruppe der ehemaligen Alten Mühle.                                                                         | Vorgängerbau vor dem Jahr 1800 erbaut, um 1800 bauliche Veränderungen (besonders im Obergeschoss).         | 14650 DDB  |
| Bild gesucht BW          | Wohnhaus mit Scheune                                                    | Niedergladbach, Marktstraße 13 LageFlur: 4, Flurstück: 3/1                                                                                   | Kleines Fachwerkwohnhaus und seitlicher Scheune am südöstlichen Ortsrand, bei denen das Fachwerk verputzt wurde. Es wird vermutet, dass das Wohnhaus das überlieferte Mühlengebäude ist. | Wohnhaus vermutet zwischen 1670 und 1740, die Scheune im Torsturzbalken mit Inschrift, Baudatum anno 1701. | 14148 DDB  |
| Historische Scheune      | Scheune                                                                 | Niedergladbach, Marktstraße 14, Marktstraße LageFlur: 3, Flurstück: 48, 49                                                                   | Südlich der Marktstraße gelegene Fachwerkscheune mit Ziegelausfachungen aus dem 18. und 19. Jahrhundert und einem mit Schnitzerei und Verbreiterung der Endenden für die ursprüngliche Toraufhängung ausgeführter Torsturzbalken. | Um 1707, verwitterte Inschrift: anno 1707 ... den ... Johann ....                                          | 14154 DDB  |
| Bild gesucht BW          | Fachwerkwohnhaus                                                        | Niedergladbach, Marktstraße 15 LageFlur: 4, Flurstück: 2                                                                                     | Ein zweizoniges Fachwerkwohnhaus mit verputztem Erdgeschoss, reizvollem barocken Zierfachwerk im Obergeschoss und einem kleinen Nebengebäude in Fachwerkbauweise. | Um 1700 | 14149 DDB  |
| Bild gesucht BW          | Wohnhaus                                                                | Niedergladbach, Marktstraße 17 LageFlur: 4, Flurstück: 1/1                                                                                   | Nahe am Gladbach gelegenes Fachwerkwohnhaus mit einer ornamentalen Schieferverkleidung aus dem Jahr 1926 und einer seitlich angrenzenden Fachwerkscheune mit Inschrift: 1738 AP. | Um 1800 Wohnhaus                                                                                           | 14150 DDB  |
| Ehemalige Gastwirtschaft | Gladbachklause                                                          | Niedergladbach, Marktstraße 25/25a LageFlur: 3, Flurstück: 19/5, 19/8, 20                                                                    | Ehemalige Gastwirtschaft „Zum Wispertal“, später „Gladbachklause“. Wohngebäude aus dem 17. Jahrhundert mit jüngerem seitlichem Anbau. Giebelfeld datiert mit „IP 1925“. | | 14151 DDB  |
| Bild gesucht BW          | Hofreite                                                                | Niedergladbach, Marktstraße 29, Marktstraße LageFlur: 3, Flurstück: 12, 13                                                                   | Die aus einem Fachwerkwohnhaus und einer Fachwerkscheune bestehende Hofreite aus dem 17. Jahrhundert wurde im Jahrhundert erweitert. | 1696 | 14152 DDB  |
| Bild gesucht BW          | Matzenmühle                                                             | Niedergladbach, Matzenmühle 1, nordwestlich an der Landstraße 3035 gelegen LageFlur: 10, Flurstück: 11                                       | Am Gladbach auf einem tief eingeschnittenen, schmalen Talgrund gelegenes freistehendes Wohngebäude. Teilweise verputzte Fachwerkgeschosse und mit Kunstschiefer verkleidete Fassaden. Nutzung als Gaststätte für ein angrenzendes Freizeitgelände. | 18. Jahrhundert Wohnhaus                                                                                   | 14162 DDB  |
| Bild gesucht BW          | Wendelinus-Kapelle                                                      | Niedergladbach, Pfälzer Weg LageFlur: 1, Flurstück: 35                                                                                       | Im Seifental gelegene Wegekapelle als kleiner Massivbau mit einem auf Holzstützen errichtetem Satteldach das vorkragend eine kleine Halle bildet. Sie befindet sich an einem historischen Weg auf dem Schäfer ihre Schafherde zur Weide trieben. | Anfang 19. Jahrhundert                                                                                     | 15934 DDB  |
| Bild gesucht BW          | Fachwerkwohnhaus                                                        | Niedergladbach, Pfälzer Weg 5 LageFlur: 1, Flurstück: 33                                                                                     | Ein zweizoniges Fachwerkwohnhaus welches freistehend auf einem Hang im Seifental erbaut wurde. Das weitgehend vollständig erhaltene Fachwerk ist schmucklos ausgeführt und das Gebäude wird im seitlichen Sockelbereich von anschließenden Böschungsmauern begrenzt die als Trockenmauern ausgeführt wurden.                                                 | Ende 18. Jahrhundert                                                                                       | 14155 DDB  |
| Hofreite mit Scheune     | Hofreite                                                                | Niedergladbach, Seifenstraße 4 LageFlur: 3, Flurstück: 51                                                                                    | Ein kleines zweizoniges Wohngebäude mit einer Fachwerkscheune an der Marktstraße in erhöhter Lage errichtet. | 18. Jahrhundert Wohngebäude, 19. Jahrhundert Scheune                                                       | 14651 DDB  |
| Bild gesucht BW          | Hofreite                                                                | Niedergladbach, Seifenstraße 12 LageFlur: 3, Flurstück: 59                                                                                   | Die Hofreite besteht aus einem zurückgesetzten giebelständigen Fachwerkwohnhaus und einer zur Straßenflucht vorgerückten Fachwerkscheune. | 18. Jahrhundert Wohnhaus und 1763 Scheune, mit Inschrift: 1+7 A+K 6+3.                                     | 14158 DDB  |
| Bild gesucht BW          | Wohnhaus                                                                | Niedergladbach, Seifenstraße 24 LageFlur: 1, Flurstück: 31/1                                                                                 | Freistehendes Wohnhaus mit ehemaliger Stallnutzung im massiv errichteten Untergeschoss und einem darüber erbauter Fachwerkkonstruktion als zweizoniger Haustyp mit seitlichem Eingang. | Ende 18. Jahrhundert                                                                                       | 14159 DDB  |

### Obergladbach
| Bild                             | Bezeichnung                      | Lage                                                        | Beschreibung | Bauzeit                               | Objekt-Nr. |
| -------------------------------- | -------------------------------- | ----------------------------------------------------------- | --- | ------------------------------------- | ---------- |
| Bild gesucht BW                  | Hofreite                         | Obergladbach, Bangertstraße 1 LageFlur: 1, Flurstück: 68    | Wohnhaus | 18. Jahrhundert Wohnhaus              | 14166 DDB  |
| weitere Bilder                   | Friedhofskreuz                   | Obergladbach, Helgengründchen LageFlur: 6, Flurstück: 20    | Sandsteinkreuz auf hohem Sockel mit Spruchinschrift, Korpus überstrichen. Traditionelles Friedhofselement katholischer Gemeinden. | Um 1900                               | 14165 DDB  |
| Bild gesucht BW                  | Mapper Hof                       | Obergladbach, Mapper Hof LageFlur: 8, Flurstück: 4/1        | Ehemaliges Hofgut des Klosters Eberbach                                                                                           | 1749–53 Wohngebäude                   | 14173 DDB  |
| Bild gesucht BW                  | Hofreite                         | Obergladbach, Nikolausstraße 1 LageFlur: 2, Flurstück: 97   | Hofreite | 18. Jahrhundert, 1721 Fachwerkscheune | 14652 DDB  |
| Katholische Kapelle St. Nikolaus | Katholische Kapelle St. Nikolaus | Obergladbach, Nikolausstraße 2 LageFlur: 1, Flurstück: 66/2 | Katholische Kapelle | 1703                                  | 14653 DDB  |
| Bild gesucht BW                  | Fachwerkbau                      | Obergladbach, Nikolausstraße 3 LageFlur: 2, Flurstück: 98   | Langgestreckter Fachwerkbau | Um 1800                               | 14654 DDB  |
| Bild gesucht BW                  | Fachwerkwohnhaus                 | Obergladbach, Nikolausstraße 8 LageFlur: 1, Flurstück: 63   | Fachwerkwohnhaus | Ende 18. Jahrhundert                  | 14655 DDB  |
| Bild gesucht BW                  | Fachwerkwohnhaus                 | Obergladbach, Nikolausstraße 15 LageFlur: 2, Flurstück: 107 | Fachwerkwohnhaus | Vor 1850                              | 14171 DDB  |
| Bild gesucht BW                  | Fachwerkwohnhaus                 | Obergladbach, Tannenweg 2 LageFlur: 1, Flurstück: 23        | Fachwerkwohnhaus | Um 1600                               | 14172 DDB  |

### Schlangenbad
| Bild                                    | Bezeichnung                                    | Lage | Beschreibung | Bauzeit | Objekt-Nr. |
| --------------------------------------- | ---------------------------------------------- | --- | --- | --- | ---------- |
| Bild gesucht BW                         | Gesamtanlage Mühlstraße/Hohlstraße             | Schlangenbad, Mühlstraße 6–21, Hohlstraße 1–3, Kaiserberg 1, 2 Lage | | | 14176 DDB  |
| Bild gesucht BW                         | Gesamtanlage Rheingauer Straße                 | Schlangenbad, Rheingauer Straße 17–47 Lage | | | 14175 DDB  |
| Bild gesucht BW                         | Friedhof mit Friedhofskapelle                  | Schlangenbad, Badwald LageFlur: 14, Flurstück: 2 | | Um 1900 | 14210 DDB  |
| weitere Bilder                          | Kurpark                                        | Schlangenbad, Hessenallee, Alter Pfarrweg, Knobauchswiese, Kurkolonnaden, Käslei, Mühlstraße, Nassauer Allee, Neuer Pfarrweg, Omsstraße, Rheingauer Straße, Rheingauer Straße 49, 51 LageFlur: 1, 2, 5, 6, 8, 13, 14, 15, Flurstück: 1/15, 1/7, 34/11, 34/12, 34/15, 34/17, 34/19, 22/10, 22/2–6, 23/1, 23/2, 31/3, 31/4, 75/1, 15/12, 12, 13, 14, 4/27, 4/30, 4/9 | Kurpark mit Wegeführungen, Anlagen, Bepflanzung, Kleinbauten und Denkmälern. Hier: Hainbuchenallee angelegt 1700–1707 als Mainzer Allee, ab 1813 Nassauer Allee | | 14180 DDB  |
| Bild gesucht BW                         | Gartenhaus                                     | Schlangenbad, Im Wiesengrund 10 LageFlur: 12, Flurstück: 23/5 | Erbaut für den Sanitätsrat Dr. Friedrich Baumann nach dem Vorbild des Schweizerhauses von 1852 in der Mühlstraße. Der Entwurf für den Bau stammt von dem Architekten Wilhelm Kahm aus Eltville. | 1904 Gartenhaus | 14179 DDB  |
| Musensitz                               | Musensitz                                      | Schlangenbad, Käslei (Außerhalb der Ortslage) LageFlur: 15, Flurstück: 4/30 | Aussichtspunkt mit Holzpavillon und Marmorsäule die vom holländischen Gesandten in Frankfurt, Graf de Grunne und seiner Gemahlin zur Erinnerung an ihre Aufenthalte in Schlangenbad gestiftet wurde. Sie trägt die Inschrift: En Reconnaissance des Délicieuses Saisons Passées Ici Ensembles Par Charles Cte. de Grunne et Betsi Ctesse. de Grunne.         | Vor 1830 | 14211 DDB  |
| Brunnen mit wasserspeienden Blattmasken | Brunnen                                        | Schlangenbad, Kurkolonnaden LageFlur: 1, Flurstück: 1/15 | Brunnenschale aus rotem Sandstein mit umlaufendem Eierstab und wasserspeienden Blattmasken. Er wurde wieder im Kurgarten aufgestellt, nachdem er jahrzehntelang als Blumenschale gedient hatte. | Um 1700 vermutet, ggf. um 1600 aus Mainzer Beständen des Bauherrn Kurfürst Lothar Franz von Schönborn.                                                                                                  | 14189 DDB  |
| weitere Bilder                          | Kurkolonnade                                   | Schlangenbad, Kurkolonnaden LageFlur: 1, Flurstück: 1/15 | Kurkolonnade möglicherweise entstanden nach Vorbild der Wiesbadener Brunnenkolonnade von 1827. Ehemalige Trinkhalle mit Brunnen in der Eckrotunde der Kurkolonnade. | 1912 | 14187 DDB  |
| Kurgarten                               | Kurgarten                                      | Schlangenbad, Kurkolonnaden LageFlur: 1, Flurstück: 1/15 | Im Zuge der Errichtung der Kurkolonnade neu angelegter Kurgarten mit bis heute ursprünglicher Gestaltung der Kuranlage. | 1912 | 14188 DDB  |
| Bild gesucht BW                         | Villa Jung                                     | Schlangenbad, Mühlstraße 6 LageFlur: 8, Flurstück: 72/8 | Das Gebäude wurde als private Kurpension durch Christian Jung im klassizistischen Bäderstil errichtet und ist heute trotz nachteiliger Umbauten als Einzelkulturdenkmal erhaltenswert im Sinne der städtebaulichen Entwicklung. | Um 1860/70 | 14656 DDB  |
| Bild gesucht BW                         | Hotel Deutsches Haus                           | Schlangenbad, Mühlstraße 13 LageFlur: 8, Flurstück: 13/2 | | Nach 1850 | 14182 DDB  |
| weitere Bilder                          | Haus Ingeborg                                  | Schlangenbad, Mühlstraße 19 LageFlur: 7, Flurstück: 41 | Repräsentatives Haus für den Badearzt Dr. Enrique Müller de la Fuente und seine Gattin Ingeborg nach einem Entwurf des Architekten Ludwig Kramer, auf dem Gelände der ehemaligen Waldmühle. Als Besonderheit wurde eine Turbine zur Elektrizitätserzeugung errichtet die den Neubau als erstes Haus in Schlangenbad mit elektrischem Strom versorgte.        | 1902–04 | 14183 DDB  |
| Bild gesucht BW                         | Haus Hannappel                                 | Schlangenbad, Mühlstraße 20 LageFlur: 7, Flurstück: 42 | Das Haus ist ein Backsteinbau in zweifarbiger Ziegelornamentik und Zierfachwerk auf dem Gelände der ehemaligen mittleren warmen Mühle und wurde für den Sanitätsrat Dr. Hannappel errichtet. | 1901 | 14184 DDB  |
| Schweizerhaus                           | Schweizerhaus                                  | Schlangenbad, Mühlstraße 21, Mühlstraße LageFlur: 6, Flurstück: 19, 7/2 | Ursprünglich als Teehaus für den Besuch der russischen Zarin Alexandra Feodorowna durch Herzog Adolf von Nassau erbaut. Die anschließende Nutzung zu Wohnzwecken ist für die Bewohner Ferdinand Lassalle, den Schriftsteller Gustav Freytag, den Komponisten Ambroise Thomas und den Intendanten des Wiesbadener Hoftheaters Graf Hülsen-Haeseler belegt.    | 1852, nach einem Brand im Jahr 1964 Wiederaufbau. Inschrift: Dies Häuslein ward erbaut im Mai / achtzehnhundertfünfzig und zwei / Gott gab zum Bauen gutes Wetter / was nötig war für Holz und Bretter. | 14185 DDB  |
| Bild gesucht BW                         | Villa Flora                                    | Schlangenbad, Mühlstraße 33 LageFlur: 7, Flurstück: 3/2 | Das Gebäude wurde durch Schlossermeister Carolin errichtet und hatte ehemals die Bezeichnung Villa Elisabeth. Die anschließende Nutzung als Gästehaus und Hotel wurde unter der Bezeichnung Villa Sauerland durchgeführt. Die Villa besitzt eine fünfachsige Putzfassade mit einem Balkonvorbau der auf Eisenstützen über die gesamte Gebäudefront verläuft. | 1868 | 14186 DDB  |
| Haus Hainburg                           | Haus Hainburg                                  | Schlangenbad, Omsstraße 2/2a, Omsstraße LageFlur: 5, Flurstück: 12/10, 12/5, 12/9 | Das Haus wurde am bewaldeten Hang oberhalb des Kurbezirkes nach einem Entwurf von dem königlichen Baurat Edwin Oppler für den vermögenden jüdischen Bankier Albert Cohen als Sommersitz erbaut. Im Jahr 1958 wurde eine Umnutzung zu einem Hotel vorgenommen.                                                                                                | Um 1876 | 14190 DDB  |
| Bild gesucht BW                         | Haus Sonnenschein                              | Schlangenbad, Omsstraße 3/3a LageFlur: 15, Flurstück: 4/31, 82/4 | | Ende 1920er Jahre | 14191 DDB  |
| Landhaus Oms                            | Landhaus Oms                                   | Schlangenbad, Omsstraße 8 LageFlur: 5, Flurstück: 20/6 | Der am Hang gelegene eingeschossige Backsteinbau wurde durch Dr. Otto Mohr († 1947) erbaut, dem Gründer des Unternehmens OMS Kläranlagen GmbH, auch unter Otto Mohr Schierstein bekannt. | Um 1930 | 14192 DDB  |
| Bild gesucht BW                         | Ehemaliges Forsthaus Schlangenbad              | Schlangenbad, Rheingauer Straße 1 LageFlur: 13, Flurstück: 36/9 | Eingeschossiges Wohnhaus mit Krüppelwalmdach und ehemaliges Forsthaus das sich in der Nähe der Neumühle auf einer Waldlichtung befindet. | Um 1900 | 14177 DDB  |
| Bild gesucht BW                         | Mühlenhof                                      | Schlangenbad, Rheingauer Straße 2, Unter der Lochmühle LageFlur: 11, Flurstück: 43, 44/1, 52/1 | Mühlenanlage mit den früheren Bezeichnungen Winter'sche Mühle, Kollaßsche Mühle, Dörrmühle und Schmelzersmühle, welche sich im Walluftal zwischen der Neumühle und Schlangenbad befindet. Sie besteht aus mehreren Bauten die sich zu einer Baugruppe formieren und unter der seit dem Jahr 1939 als Mühlenhof bezeichnet werden.                            | 1687, 1848 abgebrannt und 1849 Wiederaufbau | 14178 DDB  |
| Bild gesucht BW                         | Ehemaliges Postamt                             | Schlangenbad, Rheingauer Straße 5 LageFlur: 13, Flurstück: 1/8 | Das Postamt befindet sich am früheren Ortsende und gegenüber dem im Jahr 1896 erbauten Bahnhof der Kleinbahn nach Eltville. Es wurde als königliches Post- und Telegraphenamt genutzt und ist ein villenartiger Putzbau mit verschiefertem Walmdach. | 1902 | 15935 DDB  |
| Bild gesucht BW                         | Haus St. Philomena                             | Schlangenbad, Rheingauer Straße 17 LageFlur: 9, Flurstück: 7/1 | Das neben der katholischen Pfarrkirche als Kurvilla errichtete Haus St. Philomena ist ein verputzter Fachwerkbau mit einem massiven Sockel im Erdgeschoss. | Mitte 19. Jahrhundert | 14194 DDB  |
| weitere Bilder                          | Katholische Pfarrkirche Herz Jesu              | Schlangenbad, Rheingauer Straße 19 LageFlur: 9, Flurstück: 5/1 | Die katholische Pfarrkirche Herz Jesu ist eine neugotische Saalkirche mit Bruchsteinmauerwerk und einem hohen, spitzhelmgekrönten Turm. | 1895 | 14195 DDB  |
| Landgrafenstein                         | Landgrafenstein                                | Schlangenbad, Rheingauer Straße 20 LageFlur: 6, Flurstück: 17 | Gedenkstein der durch Landgraf Friedrich V. von Hessen-Homburg errichtet wurde, der zwischen 1780 und 1820 Stammgast in Schlangenbad war und der zum Gedenken an die sechs Söhne und ihren Auszug zum Kampf gegen Napoleon erinnern soll. Er besitzt folgende Inschrift: Valet viii aug. mdcccx 1810.                                                        | 1810 | 14208 DDB  |
| Katholisches Pfarrhaus                  | Katholisches Pfarrhaus Haus Concordia          | Schlangenbad, Rheingauer Straße 21 LageFlur: 9, Flurstück: 5/1 | Katholisches Pfarrhaus Haus Concordia. Ehemalige Kurvilla im Stil der örtlichen, schlichten, spätklassizistischen Bebauung als private Bädervilla. | Mitte 19. Jahrhundert | 14196 DDB  |
| Historische Caféhalle                   | Historische Caféhalle                          | Schlangenbad, Rheingauer Straße 23 LageFlur: 9, Flurstück: 3/1 | Eingeschossiger, langgestreckter mit einem Satteldach abgeschlossener Saal der zum ehemaligen Hotel (heute Rathaus) gehörig errichtet wurde. Die Caféhalle ist das letzte erhaltene Bauwerk der zunächst in Holz, später in Gusseisen errichteten Wandelgänge und Hallen der Kurbäder im 18. und 19. Jahrhundert.                                            | Ende 19. Jahrhundert | 14198 DDB  |
| Rathaus                                 | Rathaus                                        | Schlangenbad, Rheingauer Straße 23 LageFlur: 9, Flurstück: 3/1 | Rathaus, um die Mitte des 19. Jahrhunderts als Kurhotel errichtet. Ehemalige Bezeichnung für das Kurhotel waren Russischer Kaiser, anschließend Kaiserhof und zuletzt Parkhotel. | Mitte 19. Jahrhundert | 14197 DDB  |
| Haus Hohenzollern                       | Haus Hohenzollern                              | Schlangenbad, Rheingauer Straße 25 LageFlur: 9, Flurstück: 23/5 | Haus Hohenzollern, ehemaliges Kurhotel. Viergeschossiger Bau mit verputzter, in Fachwerkkonstruktion errichteter Fassade, Fenster mit Giebelgewänden mit insgesamt sieben Fensterachsen, welche durch zwei Eisenbalkons betont werden. | Nach 1830 | 14199 DDB  |
| Bild gesucht BW                         | Villa Werner                                   | Schlangenbad, Rheingauer Straße 28 LageFlur: 6, Flurstück: 4/1 | Zwei- und nach Osten dreigeschossiger schlichter Bau in verputzter Fachwerkkonstruktion als Wohnhaus des Bürgermeisters August Werner erbaut. | 1872 | 14200 DDB  |
| Bild gesucht BW                         | Hotel Rose                                     | Schlangenbad, Rheingauer Straße 31 LageFlur: 2, Flurstück: 14/3 | Ein schlichter Traufenbau mit durchgehendem Brüstungsgesims im Obergeschoss, der um das Jahr 1900 verändert und die Fassade in neubarocken Formen ausgeführt wurde. | Um 1840 | 14201 DDB  |
| Hotel Russischer Hof                    | Hotel Russischer Hof                           | Schlangenbad, Rheingauer Straße 37 LageFlur: 2, Flurstück: 10/5 | Hotel Russischer Hof, vormals Hotel Viktoria. Namensgebung wurde in Anlehnung an den russischen Großfürsten Nicolajewitsch, der zu Beginn des 20. Jh. hier mehrfach logierte, vorgenommen. Ursprünglich wurde nur der von ihm bewohnte Flügel des Hotels als russischer Hof bezeichnet.                                                                      | 1832/35 bis 1896 | 14202 DDB  |
| Hotel de Paris                          | Hotelbau-Gebäudekomplex                        | Schlangenbad, Rheingauer Straße 39/39a/41/43 LageFlur: 2, Flurstück: 3/3, 3/4, 7/2, 7/3 | Ehemaliger Hotelbau aus drei Gebäude-Komplexen: Stadt Wiesbaden, Englischer Hof, Hotel de Paris, später Pariser Hof. | 1830 | 14203 DDB  |
| Bild gesucht BW                         | Erweiterungsbau, des ehemaligen Hotel de Paris | Schlangenbad, Rheingauer Straße 45 LageFlur: 2, Flurstück: 6/2 | Bestandteil der alten Kurbebauung. | | 14204 DDB  |
| weitere Bilder                          | Staatliches Kurhotel                           | Schlangenbad, Rheingauer Straße 47 LageFlur: 1, Flurstück: 1/15 | Ehemaliges Staatliches Kurhotel, dann Parkhotel, heute Parkklinik. Erbaut nach Plänen des Frankfurter Architekten Eugen Rückgauer. Im Jahr 1990 wurde eine Renovierung und teilweise Ergänzung durchgeführt. | 1912 | 14205 DDB  |
| weitere Bilder                          | Evangelische Pfarrkirche (Christuskirche)      | Schlangenbad, Rheingauer Straße 51 LageFlur: 15, Flurstück: 4/9 | Aus einer Stiftung des Ferdinand Freiherr von Krauskopf auf Schloss Hohenbuchau in Georgenborn entstandener Natursteinbau in romanisierenden Jugendstilformen. | 1908 | 14207 DDB  |
| Bild gesucht BW                         | Villa Christa                                  | Schlangenbad, Rheingauer Straße 55 LageFlur: 15, Flurstück: 71/5 | Ehemals als Hotel Villa Johanna mit Milchkuranstalt durch den Fuhrunternehmer Josef Zeuzem auf einem Hang über der Straße mit einem Bruchsteinsockel errichtetes Backsteingebäude. | 1902–1904 | 14206 DDB  |
| Bild gesucht BW                         | Jugendstil-Landhaus                            | Schlangenbad, Wehrstraße 3 LageFlur: 8, Flurstück: 51/3 | Voluminöser Bau in einem dörflich geprägten Wohnviertel mit tief heruntergezogenem Mansarddach und dekorative Fassade durch Verwendung traditioneller Baumaterialien. | Um 1910 | 14209 DDB  |

### Wambach
| Bild            | Bezeichnung                         | Lage                                                          | Beschreibung | Bauzeit | Objekt-Nr. |
| --------------- | ----------------------------------- | ------------------------------------------------------------- | ------------ | ------- | ---------- |
| Bild gesucht BW | Aartalbahn, Langenschwalbacher Bahn | Wambach, Eisenbahn LageFlur: 1, Flurstück: 76/5, 85           | Eisenbahn    | Ab 1862 | 953840 DDB |
| Rathaus Wambach | Rathaus                             | Wambach, Schwalbacher Straße 25 LageFlur: 17, Flurstück: 14/4 | Rathaus      | 1876    | 14213 DDB  |